# Konrad Smoleński
Konrad Smoleński (ur. 8 grudnia 1977 w Kaliszu) – artysta sztuk wizualnych, muzyk, fotograf.

## Wykształcenie
W 2002 r. ukończył studia w Akademii Sztuk Pięknych w Poznaniu, gdzie w latach 2002–2009 pracował jako asystent.

## Działalność twórcza
Tworzy sztukę łączącą muzykę, performance, instalacje, wideo. Członek zespołów muzycznych Mama, Kristen, K.O.T., Sixa, BNNT. Uczestniczył w działaniach Stada Prusa, a w 2003 roku działał jak animator sceny Pink Punk. Realizował także teledyski, m.in. „Leję z ciebie” do piosenki Czykity (2003) czy „The Great Defectator” (2007) z wykorzystaniem materiału found-footage, a także filmy, takie jak „ZONA”. Współpracuje z warszawską galerią Leto.

## Wybrane wystawy indywidualne

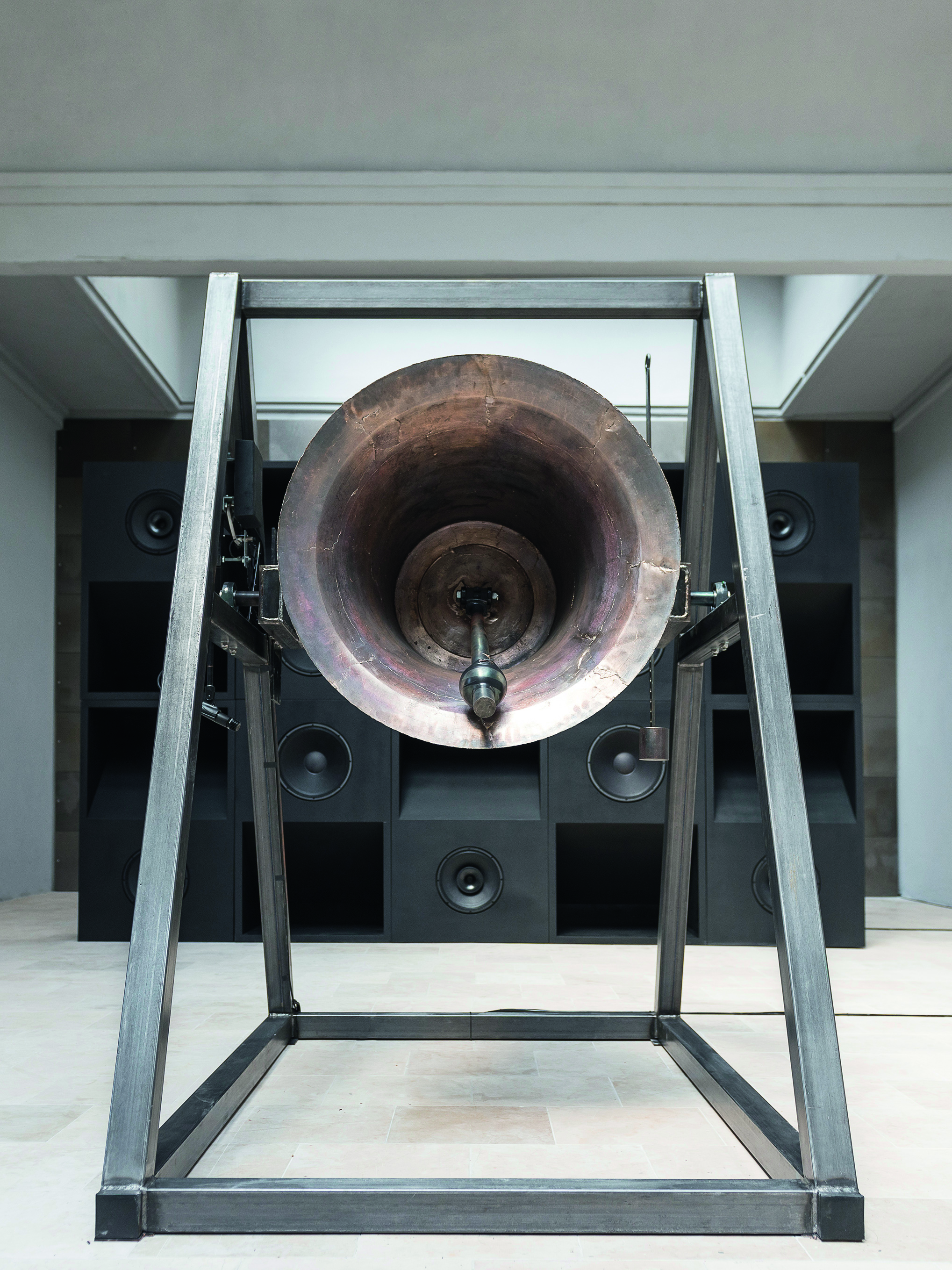
Konrad Smoleński, Everything Was Forever Until It Was No More, 2013

- 2009 – „Chunks”, Galeria Leto, Warszawa; „Sprzedam połowę bliźniaka”, Galeria Miejska „Arsenał”, Poznań (z Normanem Leto); „Watch It”, Art Agenda Nova, Kraków; „Złe Ukryte Czarne”, Galeria Stereo, Poznań
- 2012 – „The End of Radio”, Pinchuk Art Center, Kijów, Ukraina
- 2012 – „Pleśń”, Muzeum Fryderyka Chopina, Warszawa
- 2013 – „Everything Was Forever, Until It Was No More”, Pawilon Polski w Wenecji[1][2].

## Wybrane wystawy zbiorowe
- 2005 – „Horyzont zdarzeń”, Stara Rzeźnia, Poznań
- 2007 – „Penerstwo”, PGR Art, Gdańsk; „Penerstwo”, Miejskie Centrum Kultury, Słupsk
- 2008 – „Strike Back. Sztuka wobec zmian klimatu”, Poznań; „Asian Gates”, Kunsthalle Faust, Hannover, Niemcy; „Voyage sentimental”, Muzeum Narodowe, Poznań; „Brzuch”, Galeria Słodownia, Stary Browar, Poznań; „Maszyny pożądające”, Zona Sztuki Aktualnej, Łódź
- 2012 – „GRADIENT”, Cleopatra’s, Berlin; „The end of radio”, Galeria Manhattan, Łódź; „Szanuj Papier”, Piktogram / BLA, Warszawa; „Coming soon”, Temporary Gallery Cologne; „Intense Proximity”, La Triennale Paris, Palais de Tokyo, Paris; „SKONTRUM Ewolucje”, Królikarnia – Muzeum Rzeźby, Warszawa; „In the shadow of the sun”, Bel Etage, Berlin; „Was ist ist ..!!”, Manifesta 9, Genk; „HULS”, Zachęta Narodowa Galeria Sztuki, Warszawa

## Nagrody
W 2011 roku został laureatem nagrody Spojrzenia Fundacji Deutsche Bank, w 2015 roku był nominowany do Zurich Art Prize.